# 正氣橋

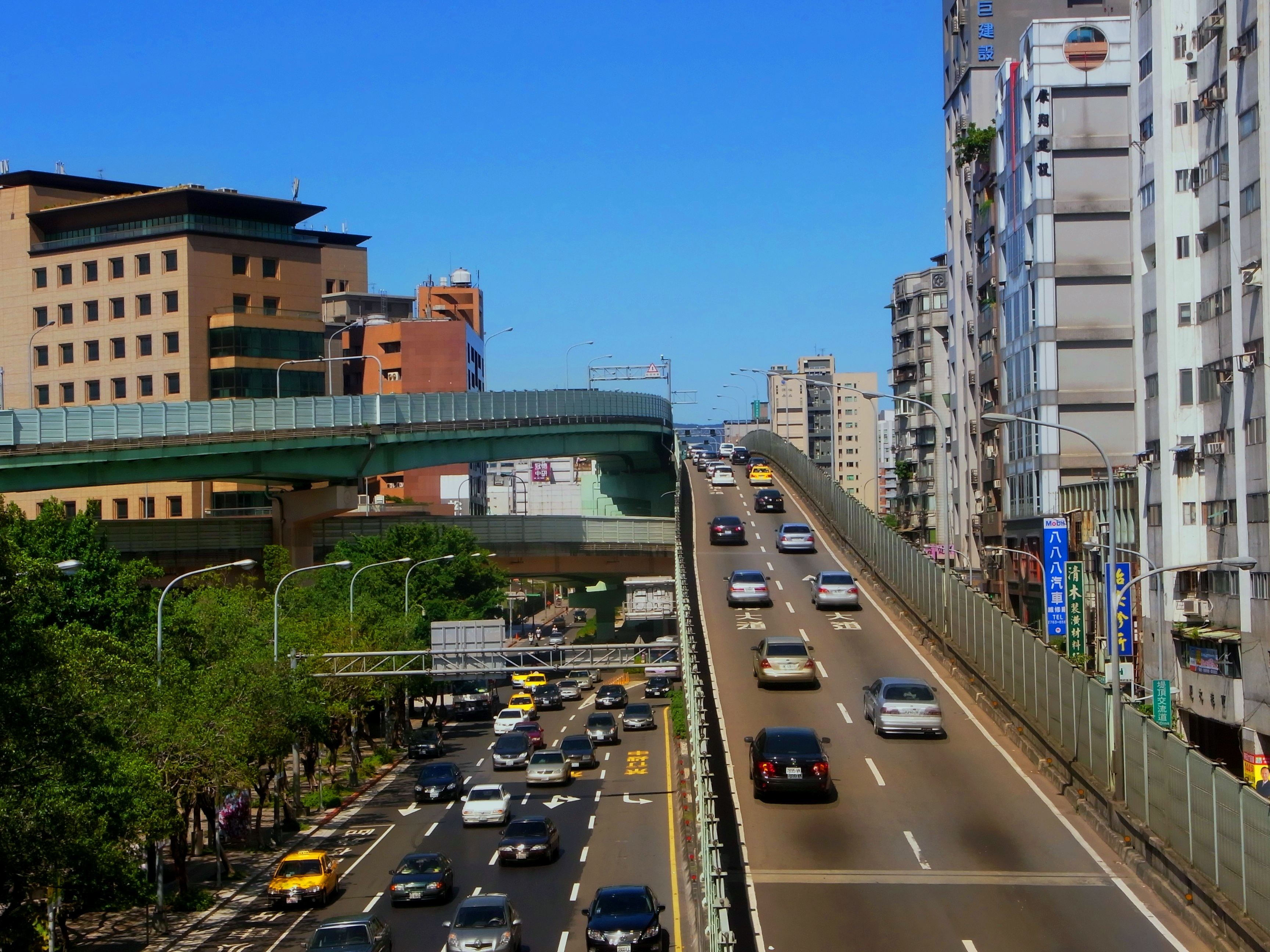
位於基隆路上的正氣橋南端入口

正氣橋是台灣台北市一座雙層高架道路，位於基隆路、南京東路交叉口，為台北東區重要的交通樞紐。

## 概說
正氣橋是配合台灣第一條高速公路──麥帥公路的開闢而興建，於1974年12月建造完成，當時為台北市唯一的一座圓環型高架橋，共有東（連結麥帥公路）、西（連接南京東路）、南（連接基隆路）三處匝道出口。
正氣橋原本僅提供台北市區車輛與往內湖、汐止、基隆車輛分流所需，然隨著經濟起飛、工商發達，該路段車流量不斷的直線成長，圓環型的道路反而阻礙了交通順暢，上下班時間每每造成嚴重的塞車情形，連帶影響週邊道路的交通。台北市政府有鑑於此，同時為配合堤頂大道、環東大道的開闢，決定改建正氣橋，設計以兩條獨立的高架道路分別連接南京東路及基隆路。1999年2月16日（大年初一）凌晨，舊正氣橋正式拆除。
經過約兩年時間的改建，新正氣橋於2001年9月29日重新通車。重新啟用後的正氣橋為雙層高架道路，上層為東向，下層為西向。東側以麥帥一橋（上層）與環東大道、南京東路六段連接；另亦以引道往北接續麥帥二橋，跨越基隆河與堤頂大道連通。西側則與市民大道高架道路、基隆路一段銜接，成為台北市快速道路路網的一部分。